# Пільтун-2
Пільтун-2 (рос. Пильтун-2) — село у Охінському міському окрузі Сахалінської області Російської Федерації.
Населення становить 0 осіб (2013).

## Історія
Від 1925 року належить до Охінського міського округу Сахалінської області.

## Населення
| 2002 | 2010 |
| ---- | ---- |
| 102  | ↘0   |